# 慈恩寺 (鈴鹿市)
慈恩寺（じおんじ）は、三重県鈴鹿市稲生西二丁目にある、高野山真言宗の仏教寺院。山号は雲林山（うんりんざん）、院号は普門院（ふもんいん）。本尊は千手観世音菩薩。

## 歴史
神宮寺と共に、伊奈冨神社との関係が深く、神宮寺と同時期天平年間の頃（729年 - 749年）に建てられたと考えられ、供養・葬儀など一切を当山で取り扱っていたと伝えられている。慶長10年（1605年）政海法印により中興され、その後享保年間（1801年 - 1804年）に忍盛師により再興されている。
元禄年間（1688年 - 1704年）に、京都は東寺の学僧「寂泉」が入寺した際、学問の神京都天満宮を勧請し、寺子屋を開いたとされ、その後歴代住職に寺子屋は受け継がれ、寺の子弟や村人達も、多く勉強に集まったといわれ、地元では学問の寺、稲生の天神さんとして親しまれている。昭和60年（1985年）12月に、天神社が新しく建立された。

## 年中行事
- 2月3日　節分会
- 7月25日　天神祭
- 12月31日　除夜の鐘
- 毎月25日　天神護摩祈祷（学問向上他）

## 近隣施設
- 伊奈冨神社
- 神宮寺 (鈴鹿市)　 三重四国八十八箇所　18番札所
- 鈴鹿サーキット

## アクセス
- 近鉄 白子駅より西へ約3.6km
- 国道23号白子町交差点より 三重県道41号亀山鈴鹿線を西へ約3km